# Конкакафов шампионат 1971.
КОНКАКАФ шампионат 1971. (шп. CONCACAF Campeonato de Naciones енгл. NORCECA) било је пето издање првенства КОНКАКАФ, фудбалског првенства Северне Америке, Централне Америке и Кариба (КОНКАКАФ), одржано је у Порт ов Спејн, Тринидад и Тобагоу од 20. новембра до 5. децембра 1971. године. На финални турнир су се директно квалификовали Тринидад и Тобаго као домаћин и Костарика као бранилац титуле. Мексико је други пут у историји освојио турнир.

## Стадиони
| Порт ов Спејн     | Порт ов Спејн    |
| ----------------- | ---------------- |
| Квинс парк овал   | Кинг Џорџ V парк |
| Капацитет: 25.000 | Капацитет:       |
|                   |                  |
| Арима             | Сан Фернандо     |
| Арима Велодрум    | Скинер парк      |
| Капацитет:        | Капацитет: 4.000 |
|                   |                  |

## Финални турнир
| Pos | Тим               | О | П | Н | И | ГД | ГП | ГР | Бод. |
| --- | ----------------- | - | - | - | - | -- | -- | -- | ---- |
| 1   | Мексико           | 5 | 4 | 1 | 0 | 6  | 1  | +5 | 9    |
| 2   | Хаити             | 5 | 2 | 3 | 0 | 9  | 2  | +7 | 7    |
| 3   | Костарика         | 5 | 2 | 1 | 2 | 6  | 5  | +1 | 5    |
| 4   | Куба              | 5 | 1 | 2 | 2 | 5  | 7  | −2 | 4    |
| 5   | Тринидад и Тобаго | 5 | 1 | 2 | 2 | 7  | 12 | −5 | 4    |
| 6   | Хондурас          | 5 | 0 | 1 | 4 | 5  | 11 | −6 | 1    |

| Костарика | 3:0 | Куба |
| --------- | --- | ---- |
|           |     |      |

| Мексико | 0:0 | Хаити |
| ------- | --- | ----- |
|         |     |       |

| Тринидад и Тобаго     | 1:1 | Хондурас |
| --------------------- | --- | -------- |
| Кит Даглас 18’ (пен.) |     |          |

| Куба | 3:1 | Хондурас |
| ---- | --- | -------- |
|      |     |          |

| Хаити | 0:0 | Костарика |
| ----- | --- | --------- |
|       |     |           |

| Тринидад и Тобаго | 0:2 | Мексико |
| ----------------- | --- | ------- |
|                   |     |         |

| Костарика | 2:1 | Хондурас |
| --------- | --- | -------- |
|           |     |          |

| Мексико | 1:0 | Куба |
| ------- | --- | ---- |
|         |     |      |

| Тринидад и Тобаго | 1:6 | Хаити           |
| ----------------- | --- | --------------- |
| Вилфред Кејв 6’   |     | Емануел Санон · |

| Тринидад и Тобаго                     | 2:2 | Куба |
| ------------------------------------- | --- | ---- |
| Волфред Кејв 15’ · Клиберт Ленард 70’ |     |      |

| Хаити           | 3:1 | Хондурас |
| --------------- | --- | -------- |
| Емануел Санон · |     |          |

| Мексико | 1:0 | Костарика |
| ------- | --- | --------- |
|         |     |           |

| Мексико | 2:1 | Хондурас |
| ------- | --- | -------- |
|         |     |          |

| Хаити | 0:0 | Куба |
| ----- | --- | ---- |
|       |     |      |

| Тринидад и Тобаго  | 3:1 | Костарика |
| ------------------ | --- | --------- |
| Филип · Стив Давид |     |           |

### Достигнућа
| Најбољи играч Филип Ворб | Победник КОНКАКАФ шампионата 1971. Мексико 2° титула | Најбољи стрелац Роберто Родригез Перез Рој Саенз (по 3. гола) |